# Vena cava superior szindróma
A Vena cava superior szindróma (SVCS) nevű tünetcsoport a mediastinalis térfoglaló folyamatok okozta, esetenként akut életveszélyt jelentő és azonnali beavatkozást igénylő kórkép. Hátterében rendszerint malignus folyamat húzódik meg, de okozhatja mediastinalis vagy substernalis  strúma, vagy igen ritkán más benignus folyamat is. A megnagyobbodott mellkasi nyirokcsomók, térfoglaló folyamatok a fej és felső végtag területéről vért szállító nagyvéna (vena cava superior) összenyomása miatt pangást okoznak. A nyak és arc megduzzad, esetleg kékes színű lesz, fejfájás, szédülés jelentkezhet.

## Okai

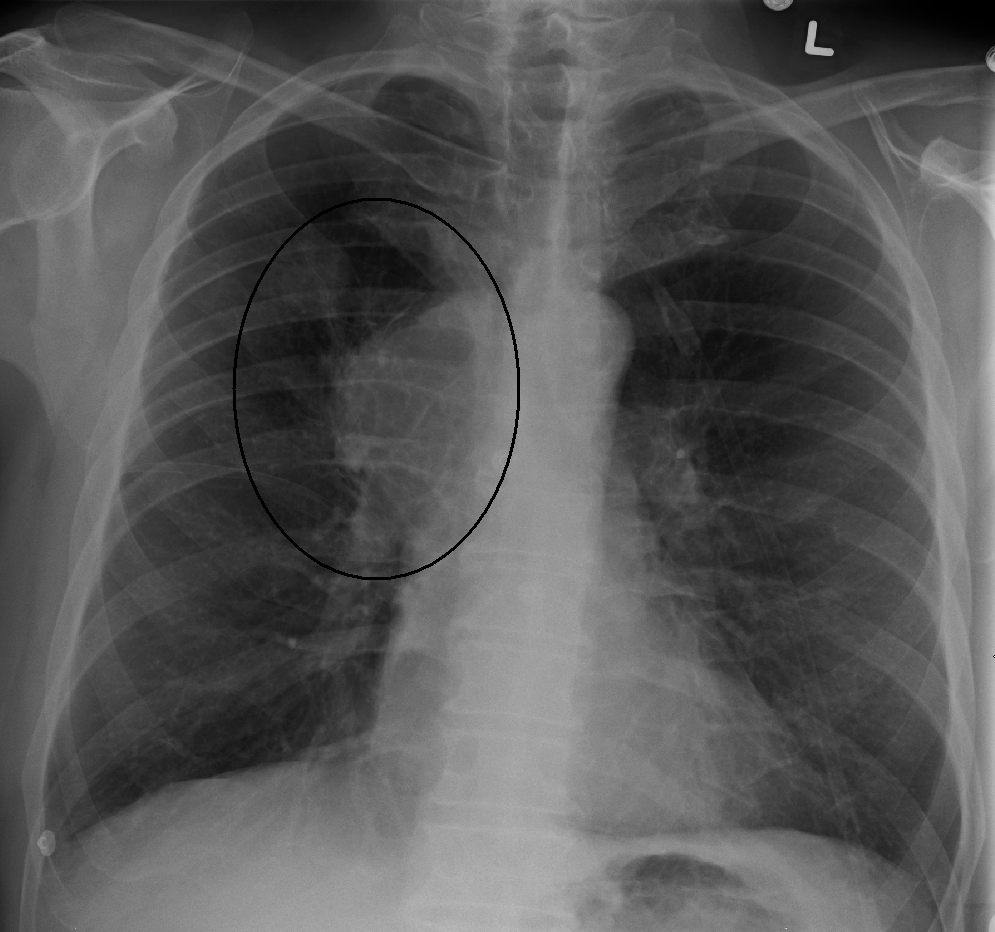
Tüdőrák okozta vena cava superior szindróma RTG képe

Az SVCS a mediasztinumban futó felső üres visszér (vena cava superior) obstrukciója következtében alakul ki, melyet okozhat valamilyen, az eret kívülről komprimáló folyamat, de állhat mögötte éren belüli elzáródás is. Az esetek 90%-ában rosszindulatú daganatos betegség áll a szindróma hátterében, leggyakrabban tüdőrák (75%), vagy a mellkasi nyirokcsomók jelentős megnagyobbodásával járó egyéb tumor (például hematológiai daganatok).

## Kezelése

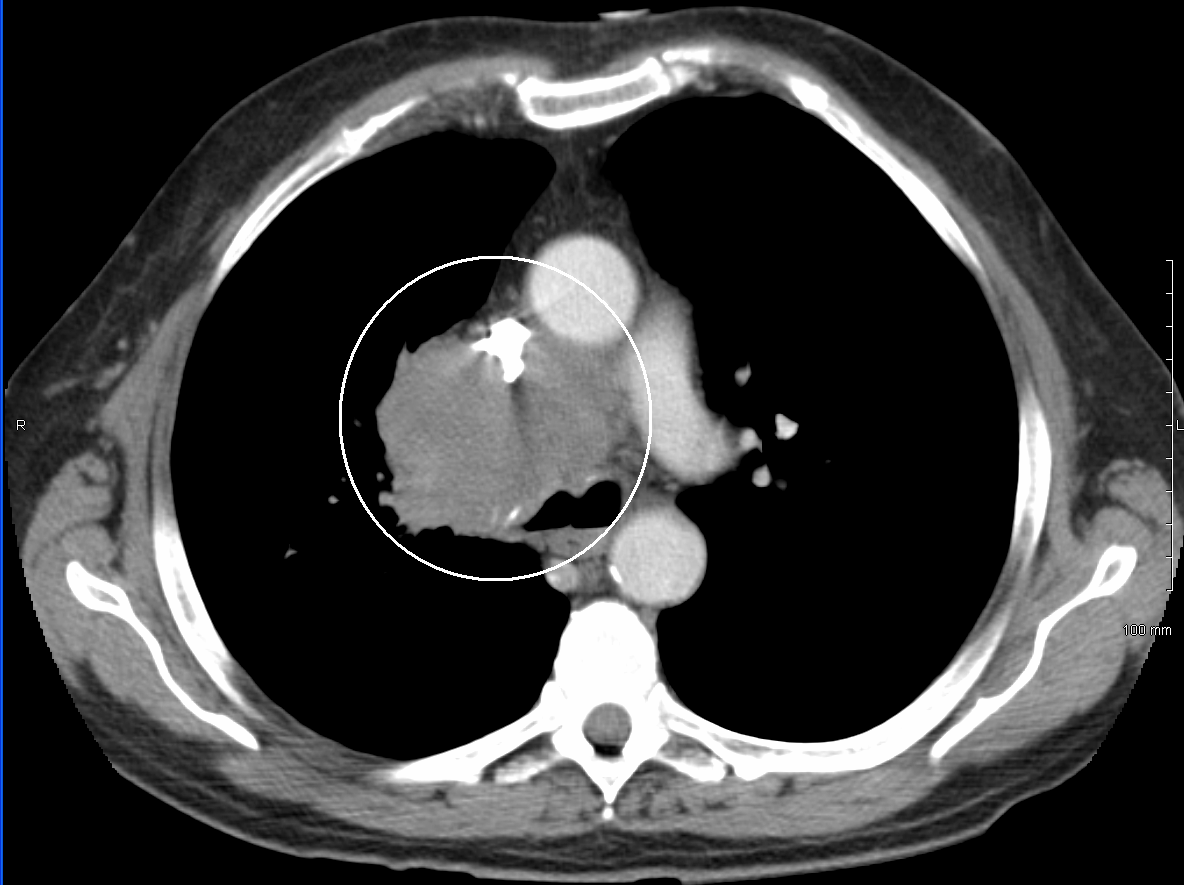
Vena cava superior szindróma CT képe

A kezelési tervet alapvetően meghatározza, hogy milyen alapbetegség áll a szindróma hátterében. Kemoterápiára erősen érzékeny daganatoknál (pl. kissejtes tüdőrák) kemoterápiát alkalmaznak, a többi esetben rendszerint sugárkezeléssel csökkentik az eret összenyomó tumor méretét. Lehetőség van a tünetegyüttes megszüntetésére a komprimált vénába történő stent beültetéssel is, mely intervenciós radiológiai eljárással több tanulmány szerint az előbbi módszereknél nagyobb arányban érhető el gyors javulás.